# European Super League
European Super League (skrót: ESL, Europejska Super Liga) – międzynarodowe, klubowe rozgrywki w futbolu amerykańskim, utworzone z inicjatywy Stowarzyszenia Polski Związek Futbolu Amerykańskiego oraz Eastern European Superleague w 2019 roku. Meczem finałowym jest SuperFinał.

## System rozgrywek
European Super League została podzielona na dwie dywizje: TopLiga – Dywizja Zachodnia oraz Eastern European Superleague – Dywizja Wschodnia. Każda z drużyn rozegra po sześć spotkań wewnątrz swojej dywizji, z czego grupa wchodząca w skład dywizji zachodniej – po sezonie zasadniczym – rozegra mecz półfinałowy, który wyłoni finalistę SuperFinału, w którym czekać będzie mistrz dywizji wschodniej.

## European Super League 2019

### Topliga – Dywizja Zachodnia
Runda zasadnicza
| Lp. | Drużyna             | M | W | P | Pkt | PZ  | PS  | +/−  |
| --- | ------------------- | - | - | - | --- | --- | --- | ---- |
| 1.  | Warsaw Eagles       | 6 | 6 | 0 | 12  | 288 | 16  | +272 |
| 2.  | Bydgoszcz Archers   | 6 | 5 | 1 | 10  | 216 | 33  | +183 |
| 3.  | Vilnius Iron Wolves | 6 | 4 | 2 | 8   | 175 | 94  | +81  |
| 4.  | Kraków Tigers       | 6 | 2 | 4 | 2   | 72  | 200 | -128 |
| 5.  | Kaunas Dukes        | 6 | 1 | 5 | 2   | 59  | 253 | -194 |
| 6.  | Ząbki Dukes         | 6 | 0 | 6 | 0   | 44  | 258 | -214 |

|  | Awans do XIV SuperFinału |
|  | Awans do półfinału       |

Wyniki
| Drużyna                   | Kolejka    | Kolejka   | Kolejka   | Kolejka    | Kolejka   | Kolejka    |
| Drużyna                   | 1          | 2         | 3         | 4          | 5         | 6          |
| ------------------------- | ---------- | --------- | --------- | ---------- | --------- | ---------- |
| Warsaw Eagles (EAG)       | @TIG 0:49  | @WOL 0:38 | @KAU 0:75 | ARC 30:16  | KAU 42:0  | @ZAB 0:54  |
| Bydgoszcz Archers (ARC)   | @TIG 0:51  | KAU 47:0  | ZAB 50:0  | @EAG 30:16 | TIG 20:0  | @WOL 3:32  |
| Vilnius Iron Wolves (WOL) | @KAU 18:46 | EAG 0:38  | @TIG 6:42 | @ZAB 0:47  | ARC 3:32  | KAU 37:0   |
| Kraków Tigers (TIG)       | EAG 0:49   | ARC 0:51  | WOL 6:42  | @ARC 20:0  | ZAB 32:6  | @ZAB 32:34 |
| Kaunas Dukes (KAU)        | WOL 18:46  | @ARC 47:0 | EAG 0:75  | ZAB 41:6   | @EAG 42:0 | @WOL 37:0  |
| Ząbki Dukes (ZAB)         | @ARC 50:0  | WOL 0:47  | @KAU 41:6 | @TIG 32:6  | EAG 0:54  | TIG 32:34  |

### Runda play-off
|  |           |                     |           |   |               |       |                   |       |
|  | Półfinały | Półfinały           | Półfinały |   |               | Finał | Finał             | Finał |
|  | Półfinały | Półfinały           | Półfinały |   |               | Finał | Finał             | Finał |
|  |           |                     |           |   |               |       |                   |       |
|  |           |                     |           |   |               |       |                   |       |
|  |           |                     |           | 1 | Warsaw Eagles | 20    |                   |       |
|  |           |                     |           | 1 | Warsaw Eagles | 20    |                   |       |
|  | 2         | Bydgoszcz Archers   | 34        |   |               | 2     | Bydgoszcz Archers | 0     |
|  | 2         | Bydgoszcz Archers   | 34        |   |               | 2     | Bydgoszcz Archers | 0     |
|  | 3         | Vilnius Iron Wolves | 0         |   |               |       |                   |       |
|  | 3         | Vilnius Iron Wolves | 0         |   |               |       |                   |       |

Wyniki
| Kolejka        | Data       | Gospodarz         | Wynik      | Przeciwnik          |
| -------------- | ---------- | ----------------- | ---------- | ------------------- |
| Półfinał       | 06.07.2019 | Bydgoszcz Archers | 34:0       | Vilnius Iron Wolves |
| XIV SuperFinał | 20.07.2019 | Warsaw Eagles     | 20:0 (wo.) | Bydgoszcz Archers   |

### EESL – Dywizja Wschodnia
Runda zasadnicza
Tabela
| Lp. | Drużyna                     | M | W | P | Pkt | PZ  | PS  | +/−  |
| --- | --------------------------- | - | - | - | --- | --- | --- | ---- |
| 1.  | Moscow Spartans             | 6 | 5 | 1 | 10  | 182 | 19  | 163  |
| 2.  | St. Petersburg North Legion | 6 | 5 | 1 | 10  | 94  | 65  | 29   |
| 3.  | Minsk Litvins               | 6 | 1 | 5 | 2   | 93  | 184 | -91  |
| 4.  | St. Petersburg Griffins     | 6 | 1 | 5 | 2   | 45  | 146 | -101 |

|  | Awans do finału   |
|  | Mecz o 3. miejsce |

Wyniki
| Gospodarz/Gość              | SPA  | LEG   | LIT   | GRI   |
| --------------------------- | ---- | ----- | ----- | ----- |
| Moscow Spartans             | –    | 21:0  | 54:0  | 19:6  |
| St. Petersburg North Legion | 7:2  | –     | 33:14 | 17:0  |
| Minsk Litvins               | 0:44 | 21:27 | –     | 18:26 |
| St. Petersburg Griffins     | 6:42 | 7:10  | 0:40  | –     |

### Runda play-off
Wyniki
| Kolejka           | Miasto           | Data       | Gospodarz                   | Wynik | Przeciwnik      |
| ----------------- | ---------------- | ---------- | --------------------------- | ----- | --------------- |
| Mecz o 3. miejsce | Sankt-Petersburg | 13.07.2019 | St. Petersburg Griffins     | 36:20 | Minsk Litvins   |
| Finał             | Sankt-Petersburg | 13.07.2019 | St. Petersburg North Legion | 16:42 | Moscow Spartans |

## Finał
Finał zaplanowany na 27 lipca 2019 roku nie odbył się.